# Almdudler

Logo

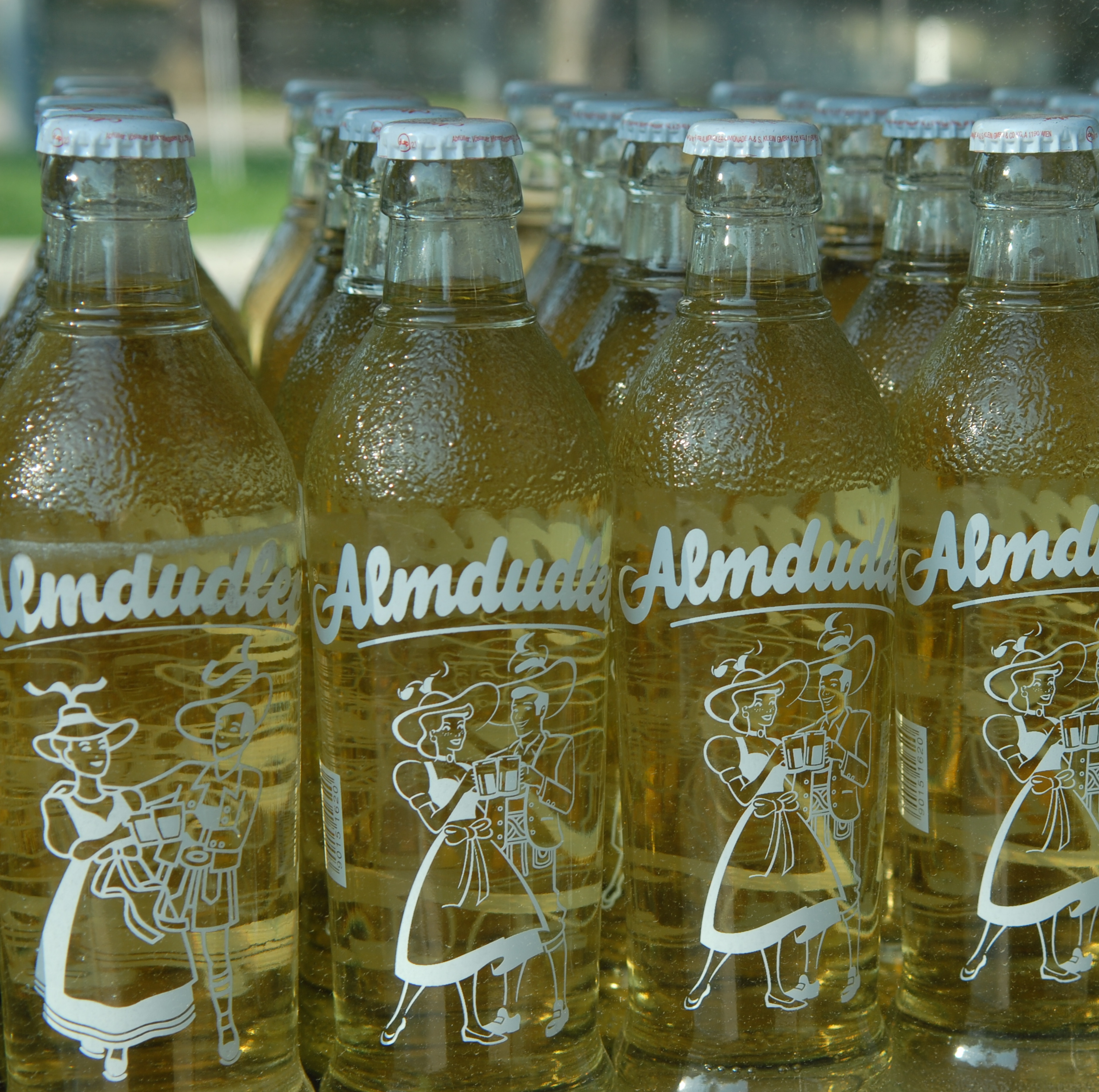
Almdudler ve skle

 Almdudler ( [ˈalmˌduːdlɐ]) je rakouská limonáda vyráběná s využitím alpských bylin. Tradiční Almdudler sestává z vody, cukru a bylinkové esence, kterou v roce 1957 vyvinul Erwin Klein.

## Historie a charakteristika
Nápoj původně vznikl jako alternativa k alkoholickým nápojům, případně k míchání s nimi. Název je zkrácenou verzí fráze auf der Alm dudeln - jódlovat na horských pastvinách.
Almdudler si dělá nárok na post rakouského národního nápoje. Reklamní slogan nápoje je v Rakousku široce známý: Wenn de kan Oimdudla haum, gemma wieda ham! – Když nemají Almdudler, půjdeme zas domů. Hned za Coca-Colou je nejpopulárnějším nealkoholickým nápojem v Rakousku, ročně se ho vyrobí 80 milionů litrů. Prodává se v několika verzích – tradiční, lehká, neperlivá, g’spritzt (mísený s minerálkou) a také jako Almradler – mísený s pivem.
Od srpna 2010 byl Almdudler oficiálně dovážen do ČR. Obchodní řetězec Billa nabízel dvě jeho varianty, nakonec ale prodej, z důvodu nízkého zájmu ukončil. Od roku 2018 je ale v Bille (od roku 2019 také v Albertu) opět k dostání. Později začal také oficiální dovoz limonády Almdudler do restaurací.